# Luapulacistikola
Luapulacistikola (Cisticola luapula) är en fågel i familjen cistikolor inom ordningen tättingar.

## Utseende och läte
Luapulacistikola är en rätt färgglad, medelstor cistikola med förhållandevis lång stjärt. Noterbart är brun rygg med tjocka svarta streck, rostrött i vingen och på hjässan samt ljus undersida. Ryggens grundfärg går åt grått i häckningstid, rostrött under andra delar av året. Den är mycket lik zambezicistikolan, men är något mindre, med gråare stjärt och mer bjärt rostrött på hjässa och i vingen. Sången består av några få "pleek" följt av ett större antal mörkare "chek".

## Utbredning och systematik
Fågeln förekommer in norra och nordöstra Namibia, östra Angola, sydöstra Demokratiska republiken Kongo, Zambia (utom i nordost), norra Botswana och nordvästra Zimbabwe. Vissa behandlar den som en underart till rostvingad cistikola (C. galactotes).

### Familjetillhörighet
Cistikolorna behandlades tidigare som en del av den stora familjen sångare (Sylviidae). Genetiska studier har dock visat att sångarna inte är varandras närmaste släktingar. Istället är de en del av en klad som även omfattar timalior, lärkor, bulbyler, stjärtmesar och svalor. Idag delas därför Sylviidae upp i ett antal familjer, däribland Cisticolidae.

## Levnadssätt
Luapulacistikolan hittas i våtmarksmiljer, framför allt fuktiga buskmarker.

## Status
Arten har ett stort utbredningsområde och beståndet anses vara stabilt. Internationella naturvårdsunionen IUCN listar den därför som livskraftig (LC).

## Namn
Fågelns svenska och vetenskapliga artnamn syftar på provinsen Luapula i norra Zambia.